# 博多座・夢舞台
博多座・夢舞台は、福岡・KBCラジオで日曜7:00～7:15に放送しているラジオ番組。パーソナリティは奥田智子アナウンサー。
タイトル通り、博多座の公演・PRをテーマにした番組。奥田アナと博多座出演者等のインタビュー等がメインである。
ちなみにKBCテレビの方でも同コンセプトのザ・博多座（金曜9:55～10:10）という番組も放送されている。こちらも奥田アナが担当である。

## 放送時間の変遷
- ～2006年9月 日曜7:40～7:55
- 2006年10月～2007年3月 日曜7:40～7:55頃(この時期は『スマイルサンデー』のコーナーの1つとして吸収されていた)
- 2007年4月～ 　　　　　　　日曜7:00～7:15